# Generalštab NOV in PO Makedonije
Generalštab NOV in PO Makedonije je bilo vrhovno poveljstvo narodnoosvobodilne vojske in partizanskih odredov Makedonije.

## Zgodovina
Štab je bil ustanovljen septembra 1941 kot Pokrajinski štab za Makedoniju; junija 1942 je bil preimenovan v Glavni štab NOPO Makedonije in leta 1943 v Generalštab NOV in PO Makedonije.

## Pripadniki
Poveljnik
- Mihailo Apostolski

Politični komisarji
- Cvetko Uzunovski
- Bane Andrejev
- Borko Temelkovski Ljiljak

## Sestava
1944
- Operativni oddelek
- Obveščevalni oddelek
- Komunikacijski oddelek
- Prometni oddelek
- Artilerijski oddelek
- Inženirski oddelek
- Letalski oddelek
- Topografski oddelek
- Ekonomski oddelek
- Personalni oddelek
- Sanitetni oddelek
- Nastavni oddelek
- Mobilizacijski oddelek